# Конка Казале
Конка Казале (итал. Conca Casale) је насеље у Италији у округу Изернија, региону Молизе.
Према процени из 2011. у насељу је живело 269 становника. Насеље се налази на надморској висини од 656 м.

## Становништво
| 1936. | 1951. | 1961. | 1971. | 1981. | 1991. | 2001. | 2011. |
| ----- | ----- | ----- | ----- | ----- | ----- | ----- | ----- |
| 584   | 554   | 507   | 394   | 328   | 294   | 269   | 214   |